# بلاس الجديدة
بلاس الجديدة  قرية سوريّة تتبع إداريّاً لمحافظة حلب منطقة جبل سمعان ناحية تل الضمان، بلغ تعداد سكانها 1,335 نسمة حسب التعداد السكاني لعام 2004.